# Охота за затмениями

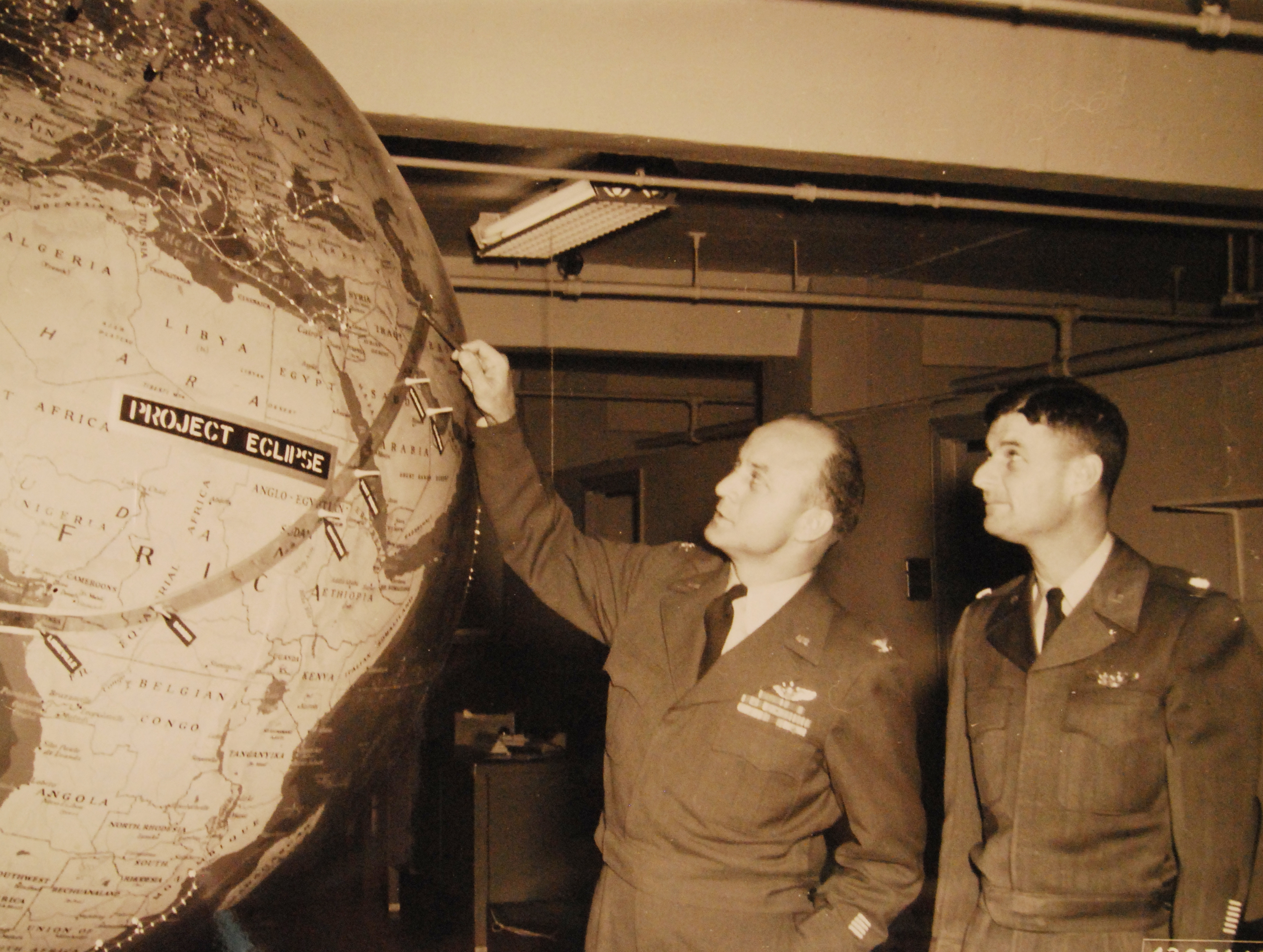
Два полковника ВВС США осматривают полосу тени затмения 25 февраля 1952 года в рамках подготовки экспедиции в Африку

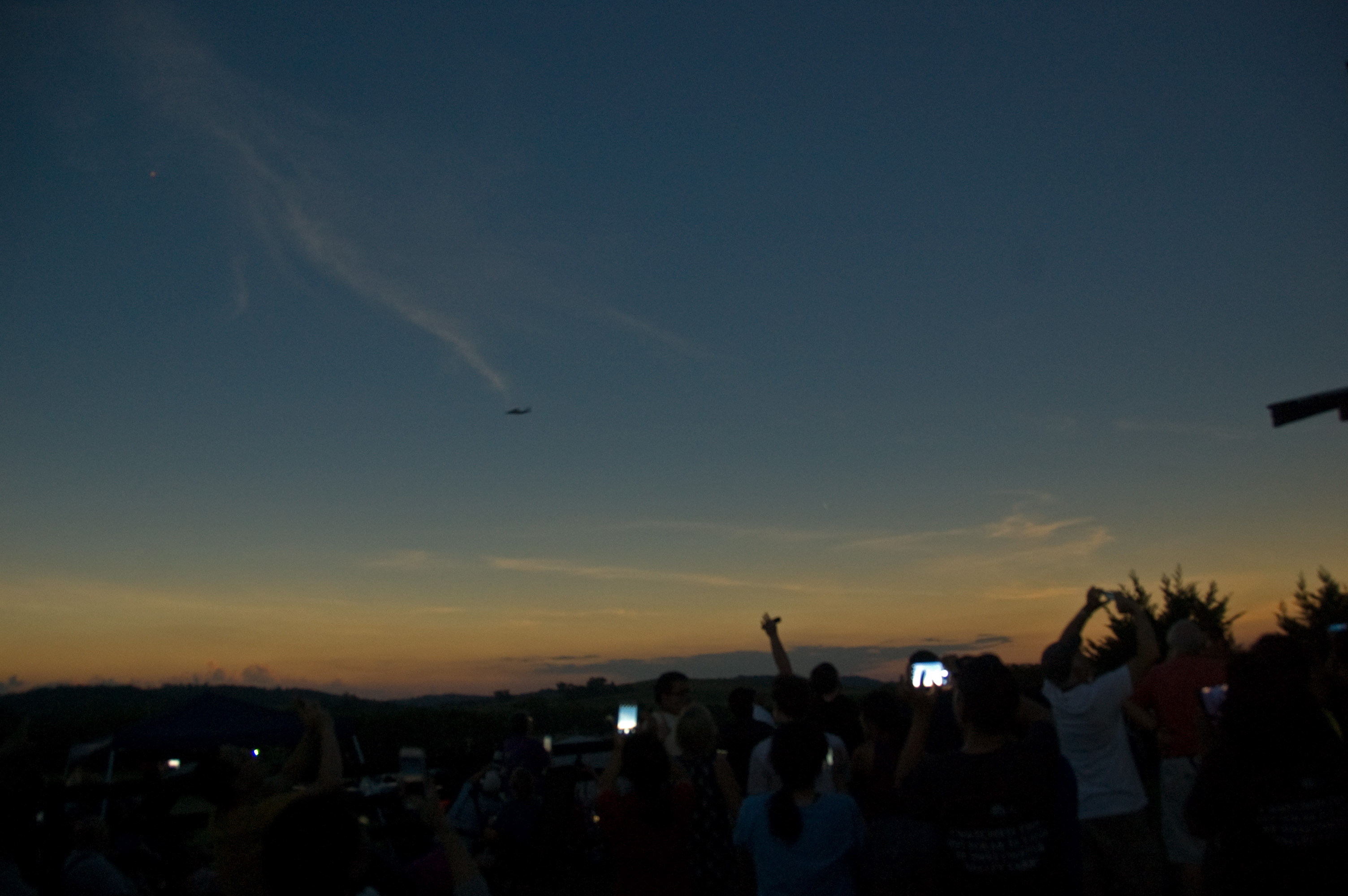
Самолёт (в центре слева) преследует затмение 21 августа 2017 года в Теннесси

Охота за затмениями (также используется термин погоня за затмениями) — стремление наблюдать затмения (как правило, солнечные), когда они происходят на Земле. Солнечные затмения на Земле могут происходить по крайней мере дважды, а иногда до пяти раз в год. Полные солнечные затмения обычно происходят раз в несколько лет.
Человек, который охотится за затмениями, называется умбрафил, что дословно означает любитель теней. Умбрафилы часто путешествуют ради затмений и используют различные инструменты, чтобы наблюдать за Солнцем, в том числе очки для затмений, а также телескопы. Особой экзотикой считается наблюдение солнечного затмения с борта пассажирского самолёта: например, Джо Рао, сотрудник Гайденского планетария при Американском музее естественной истории, организовал наблюдение солнечного затмения 9 марта 2016 года специально для рейса 870 (Анкоридж — Гонолулу) авиакомпании Alaska Airlines.
По состоянию на 2017 год, трое жителей Нью-Йорка — Гленн Шнайдер, Джей Пасачофф и Джон Битти — наблюдали полное солнечное затмение по 33 раза, что является действующим рекордом.